# Les Lendemains
Pour plus de détails, voir Fiche technique et Distribution.
Les Lendemains est un film français réalisé par Bénédicte Pagnot et sorti en 2013.

## Synopsis
Pour poursuivre ses études à la fac, Audrey quitte le cocon familial, son amie d'enfance et son copain. Avec sa nouvelle colocataire, elle découvre le militantisme politique. De désillusions en difficultés, Audrey croise le chemin des jeunes du GRAL, un groupe de squatters qui lui propose de vivre autrement et lui offre une nouvelle vision du monde. Audrey choisit de partager leur expérience, de plus en plus radicale.

## Fiche technique
- Titre : Les Lendemains
- Réalisation : Bénédicte Pagnot
- Scénario : Bénédicte Pagnot et Emmanuelle Mougne
- Photographie : Matthieu Chatellier
- Son : Corinne Gigon
- Musique : Médéric Collignon
- Décors : Marine Blanken
- Montage : Marie-Hélène Mora
- Production : Gilles Padovani
- Sociétés de production : .Mille et Une. Films, AGM Factory, Tébéo, TVR, Ty Télé
- Pays :  France
- Lieu de tournage : Rennes, Caen
- Langue originale : français
- Format : couleur - 1.85:1
- Genre : drame
- Durée : 107 minutes
- Date de sortie : 17 avril 2013

## Distribution
- Pauline Parigot : Audrey
- Pauline Acquart : Nanou
- Hélène Vauquois : Sylvie, la mère d'Audrey
- Marc Brunet : Christian, le père d'Audrey
- Fanny Sintès : Julia
- César Domboy : Thibault
- Paul-Antoine Veillon : Nicolas
- Louise Szpindel : Elena
- Victor Guillemot : Gwen
- Martin Drouet : Micka
- Charlène Bourgeois : Daphné
- Martin Legros : Julien
- Marie Imbs : Orélie

## Distinctions
- 25e Festival Premiers Plans d'Angers : Prix du Public - Long métrage français[1]